# Run'EVA
 (septembre 2021).
 (mai 2024).
 (16 mai 2024).
Run'EVA est un incinérateur de déchets en cours de construction à Saint-Pierre, à La Réunion. Situé à Pierrefonds, il est destiné à limiter l'enfouissement jusqu'ici privilégié sur l'île française de l'océan Indien et à fonctionner par ailleurs comme une centrale électrique, à l'énergie produite par valorisation des déchets ménagers qu'il recevra s'ajoutant celle provenant de panneaux solaires sur les toits. Il doit être livré en 2023.